# Robert Bamford
Pour les articles homonymes, voir Bamford.
Robert Bamford (16 juin 1883 - 1942) est un ingénieur britannique qui, avec Lionel Walker Birch Martin (1878 - 21 octobre 1945), a fondé la société Bamford & Martin Ltd. en janvier 1913 qui deviendra un an plus tard Aston Martin.